# Zygfryd (film 1986)
Zygfryd – polski film psychologiczny z 1986 w reżyserii Andrzeja Domalika, zrealizowany na podstawie utworu Jarosława Iwaszkiewicza pod tym samym tytułem. Tematem filmu jest zauroczenie dojrzałego estety (Gustaw Holoubek) młodym akrobatą cyrkowym (Tomasz Hudziec). Zygfryd był wielokrotnie wyróżniany, między innymi nagrodą za debiut reżyserski na 11. Festiwalu Polskich FIlmów Fabularnych oraz Nagrodą im. Zbyszka Cybulskiego za rolę żeńską Marii Pakulnis. Według Krzysztofa Loski Zygfryd był pierwszym polskim filmem fabularnym z otwarcie homoseksualnym bohaterem.

## Fabuła
Akcja filmu toczy się w 1934 roku. Do miasteczka położonego na obrzeżach Polski przyjeżdża cyrk pod dyrekcją Walda, którego żona, woltyżerka Maria, zdradza z akrobatą Zygfrydem. W trakcie przedstawienia Zygfrydem interesuje się Stefan Drawicz, esteta i humanista. Drawicz, zauroczony Zygfrydem otwiera przed nim świat kultury oraz skłania do zamysłu nad własnym życiem.
Gdy Drawicz w swoim mieszkaniu prosi Zygfryda, by ten się rozebrał do naga, spotyka się z odrzuceniem młodzieńca. Ten go odpycha, w wyniku czego Drawicz upada na podłogę. Akrobata, myśląc, że go zabił, ucieka. W trakcie wieczornego przedstawienia Zygfryd dostrzega jednak Drawicza na widowni, traci równowagę i spada. Gdy cyrk odjeżdża, sparaliżowany Zygfryd pozostaje w mieszkaniu Drawicza, który jednak przestaje się nim interesować.

## Obsada
- Gustaw Holoubek jako Stefan Drawicz
- Tomasz Hudziec jako Zygfryd, cyrkowiec
- Maria Pakulnis jako Maria, żona Walda
- Jan Nowicki jako Waldo, dyrektor cyrku
- Adam Ferency jako Emil
- Edward Żentara jako Stanisław, służący Drawicza
- Janusz Sterniński jako karzeł Julian
- Krzysztof Stopa jako Paganini
- Teresa Barańska jako karlica Ina
- Jan Małyska jako Pinokio
- Irena Skrzypczak jako Ksenia
- Bogdan Li-U-Fa jako Mandaryn
- Jerzy Tkaczyk jako krawiec
- Juliusz Krzysztof Warunek
- Włodzimierz Witt
- Krzysztof Rojek
- Stanisław Sipak
- Andrzej Świstak
- Adam Karpiel
- Małgorzata Konstrat
- Marcin Rossa

## Plenery
- Sandomierz

## Nagrody
| Rok  | Instytucja                                                       | Nagroda                                                     | Odbiorca        |
| ---- | ---------------------------------------------------------------- | ----------------------------------------------------------- | --------------- |
| 1986 | 11. Festiwal Polskich FIlmów Fabularnych                         | Nagroda za debiut reżyserski                                | Andrzej Domalik |
| 1986 | Państwowa Wyższa Szkoła FIlmowa, Telewizyjna i Teatralna w Łodzi | Nagroda im. Andrzeja Munka                                  | Andrzej Domalik |
| 1986 | Pismo „Ekran”                                                    | Złoty Ekran                                                 | Maria Pakulnis  |
| 1987 | Pismo „Ekran”                                                    | Nagroda im. Zbyszka Cybulskiego                             | Maria Pakulnis  |
| 1987 | Komitet Kinematografii                                           | Nagroda Szefa Kinematografii w dziedzinie filmu fabularnego | Andrzej Domalik |
| 1987 | Międzynarodowy Festiwal Filmowy w Taorminie                      | Nagroda aktorska                                            | Maria Pakulnis  |
| 1987 | Międzynarodowy Festiwal Filmowy w Taorminie                      | Brązowa Charybda                                            | Andrzej Domalik |